# Rupan Sansei - Columbus no isan wa ake ni somaru
Rupan Sansei - Columbus no isan wa ake ni somaru (ルパン三世 コロンブスの遺産は朱に染まる?, Rupan Sansei - Koronbusu no isan wa ake ni somaru, lett. "Lupin III - L'eredità di Colombo è immersa nel sangue") è un videogioco d'azione giapponese basato su Lupin III di Monkey Punch. È stato sviluppato da Nex Entertainment e pubblicato da Banpresto nel 2004.

## Doppiaggio
| Personaggio               | Doppiatore        |
| ------------------------- | ----------------- |
| Arsenio Lupin III         | Kan'ichi Kurita   |
| Daisuke Jigen             | Kiyoshi Kobayashi |
| Fujiko Mine               | Eiko Masuyama     |
| Goemon Ishikawa           | Makio Inoue       |
| Ispettore Koichi Zenigata | Gorō Naya         |

## Accoglienza
Rupan Sansei - Columbus no isan wa ake ni somaru ha ottenuto un punteggio di 31/40 dalla rivista Famitsū, basato sulla somma dei punteggi (da 0 a 10) dati al gioco da quattro recensori della rivista.